# Chalukya de Lata
Els Chalukya de Lata foren una dinastia índia que va governar la regió de Lata, modern Gujarat, durant els segles x i xi. Van governar inicialment com a feudataris dels Chalukya Occidentals, i fou finalment derrotada pels Chalukya de Gujarat (els Solankis).

## Història
Barappa, el primer governant de la dinastia, és identificat com un general del rei dels Chalukya Occidentals, Tailapa II. Podria haver estat nomenat governador de la regió de Lata pel rei Tailapa. Segons Merutunga al Prabandha-Chintamani, Barapa i el governant de Sapadalaksha (el rei dels Chahamana, Vigraharaja II) simultàniament van atacar Gujarat. Mularaja, el rei Chalukya de Gujarat, va demanar al governant de Sapadalaksha de no atacar-lo fins que hagués enfrontat a Barapa. Llavors va derrotar a Barapa, el qual llavors va forçar al rei de Sapadalaksha a abandonar Gujarat. Com que Merutunga era de Gujarat, aquest relat pot ser esbiaixat. Els cronistes Chahamana reclamen que Vigraharaja II va derrotar a Mularaja, i va marxar fins a Bhrigukachchha, on va construir un temple dedicat a la deïtat de la seva família, Ashapura. Segons una teoria, Vigraharaja II es va aliar a Barappa, i el va ajudar a aconseguir la independència.
Segons el Dvyashraya Kavya de Hemachandra, el fill de Mularaja, Chamunda-raja va envair Lata, i va matar a Barappa. El fill de Barappa, Gogi-raja, podria haver restaurat el govern de la família a la regió de Lata. Però el 1074, la dinastia sembla que fou eliminada pels Chalukya de Gujarat.

## Geneaologia
Es coneixen els següents membres de la família (amb un calcul dels seus regnats):
- Nimbarka[2]
- Barappa, vers 970-990
- Gogi-raja, vers 990-1010
- Kirti-raja, vers 1010-1030
- Vatsa-raja, vers 1030-1050
- Trilochana-pala, vers 1050-1070

## Inscripcions
Una inscripció del any 940 de l'era Shaka (equivalent al 1018) del rei Kirtiraja va ser descoberta a Surat. Anomena els seus avantpassats com Gogi, Barappa i Nimbarka.
Dos inscripcions de Trilochana-pala datades del 972 de l'era Shaka (1050 i 1051) també han estat descobertes. Aquestes inscripcions donen un relat de l'origen mític dels Chalukya: el progenitor de la família es va originar en un chuluka (un vaixell o un palmell plegat per aguantar aigua) de la deïtat creadora Virinchi. Per consell de la deïtat, es va casar amb la princesa Rashtrakuta de Kanyakubja. Les inscripcions de Trilochanapala esmenten quatre dels seus avantpassats: Vatsa, Kirti, Gogi i Barappa. Vatsa es diu que va construir un paraigua daurat pel déu Somanatha, i també va establir un menjador alimentari lliure (sattra). Trilochanapala és titulat Maha-Mandaleshvara en aquests inscriptions. La inscripció de 1050 enregistra la seva donació del poble d'Ekallahara a un Brahmin anomenat Taraditya.